# 완더링작은귀땃쥐
완더링작은귀땃쥐(Cryptotis montivaga)는 땃쥐과에 속하는 포유류의 일종이다. 에콰도르의 고유종이다.